# Município de Camp Creek (Ohio)
Localização do Ohio nos E.U.A.
O município de Camp Creek (em inglês: Camp Creek Township) é um local localizado no condado de Pike no estado estadounidense de Ohio. No ano 2010 tinha uma população de 979 habitantes e uma densidade populacional de 13,78 pessoas por km².

## Geografia
O município de Camp Creek encontra-se localizado nas coordenadas 38° 58′ 48″ N, 83° 07′ 59″ O. Segundo o Departamento do Censo dos Estados Unidos, o município tem uma superfície total de 71.02 km², da qual 70,62 km² correspondem a terra firme e (0,56 %) 0,4 km² é água.

## Demografia
Segundo o censo de 2010, tinha 979 pessoas residindo no município de Camp Creek. A densidade de população era de 13,78 hab./km².